# Sacalia bealei
Espèce
Synonymes
- Cistuda bealei Gray, 1831

Statut de conservation UICN

 EN A1d+2d : En danger
Statut CITES
Sacalia bealei est une espèce de tortues de la famille des Geoemydidae.

## Répartition
Cette espèce est endémique de République populaire de Chine. Elle se rencontre dans les provinces du Anhui, du Fujian, du Guangdong, du Guangxi, du Guizhou, du Jiangxi et à Hong Kong.

## Publication originale
- Gray, 1831 : Synopsis Reptilium or short descriptions of the species of reptiles. Part I: Cataphracta, tortoises, crocodiles, and enaliosaurians. Treuttel, Wurz & Co., London, p. 1-85 (texte intégral).